# Donald Regan

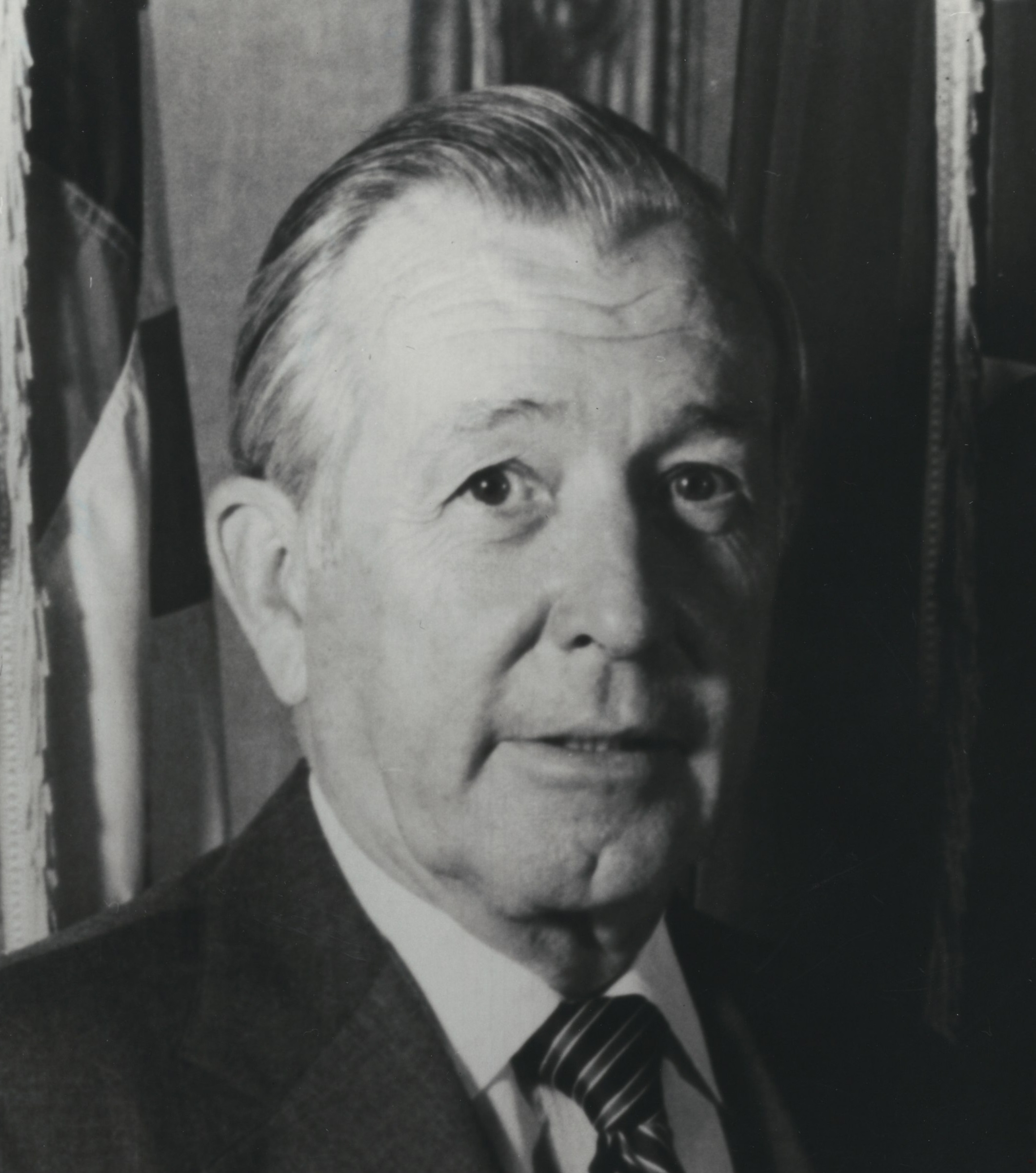
Donald Regan (1982)

Donald Thomas Regan (* 21. Dezember 1918 in Cambridge, Massachusetts; † 10. Juni 2003 in Williamsburg, Virginia) war ein US-amerikanischer Manager und Politiker der Republikanischen Partei, der maßgeblich für die Umsetzung der Wirtschaftspolitik unter Ronald Reagan (Reaganomics) verantwortlich war.

## Ausbildung und Militärdienst
Donald Regan studierte Englisch an der Harvard University und schloss sein Studium 1940 als Bachelor ab.
Regan diente im Zweiten Weltkrieg im United States Marine Corps und erreichte den Dienstgrad eines Oberstleutnants (Lieutenant Colonel).

## Wirtschaft und Politik

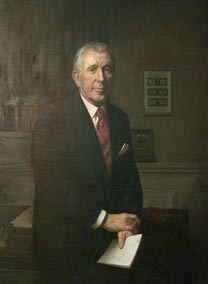
Porträt (1986) von Herbert Abrams

Der aus einem irisch-katholischen Elternhaus stammende Regan war von 1971 bis 1980 CEO der New Yorker Bank Merrill Lynch, für die er bereits seit 1946 arbeitete. Ronald Reagan, der 1980 zum US-Präsidenten gewählt worden war, ernannte ihn 1981 zum 66. Finanzminister der USA. 1985 wechselte er mit James Baker die Position in der Regierung und wurde Stabschef des Weißen Hauses. Von diesem Amt trat er 1987 in Folge der Iran-Contra-Affäre zurück.
In seinen Memoiren For the Record: From Wall Street to Washington schrieb Regan, dass die First Lady Nancy Reagan einen persönlichen Astrologen hatte, der sie beriet. Sie habe großen Einfluss auf ihren Mann gehabt. Regan behauptete, wesentliche Entscheidungen zur US-Politik seien so von einem Astrologen beeinflusst worden.

## Privat
Donald Regan war mit Ann Buchanan verheiratet. Die beiden hatten vier Kinder.